# Aldoar
Aldoar é uma antiga freguesia portuguesa do concelho do Porto que, pela Lei n.º 11-A/2013 de 28 de janeiro, foi integrada na União das Freguesias de Aldoar, Foz do Douro e Nevogilde.

## História
Aldoar tem origens remotas, anteriores aos Romanos, provavelmente num castro ou povoado galaico.
A povoação encontrava-se a meio caminho entre o Porto e Bouças, atual concelho de Matosinhos. Por aqui passava a estrada que saía do Porto e chegava a Bouças, e que hoje desapareceu, encoberta em parte pela rua da Vilarinha. Aldoar era então atravessada por vários regatos e ribeiros, a maioria dos quais entroncava num ribeiro, a Ribeira de Aldoar, que corria pela atual Avenida da Boavista indo desaguar ao mar, junto ao Castelo do Queijo. A vila de Aldoar era muito campestre, uma vila de quintas, cuja principal ocupação era a terra, e era de Aldoar que saiam muitos dos produtos hortícolas que depois eram vendidos no Porto.
Foi uma antiga possessão da Baliagem de Leça, da Ordem do Hospital de São João de Jerusalém, de Rodes e de Malta, ou apenas Ordem de Malta, como é hoje mais conhecida e teve a sua primeira sede em Portugal no Mosteiro de Leça do Balio. Razão pela qual o seu brasão autárquico ostenta a cruz da Ordem de Malta em chefe.
A reforma administrativa de 1836 anexou Aldoar, na altura uma povoação parte do concelho de Leça do Balio com apenas 75 fogos, ao de Bouças.
A expansão da cidade do Porto acabou por afetar Aldoar, sendo este incluído oficialmente na cidade do Porto a 21 de novembro de 1895. Desde então, tornou-se parte da malha urbana da cidade. O urbanismo foi incrementado com novas zonas habitacionais e transportes.
Atualmente, a freguesia mistura o mundo rural com o urbano. Tem crescido muito a todos os níveis, e mostra progressos. A nível de equipamentos, o Hospital Psiquiátrico Magalhães Lemos e o Parque da Cidade, dos mais bonitos espaços verdes do Porto, e o maior parque urbano da Europa.

## População
| População da freguesia de Aldoar | População da freguesia de Aldoar | População da freguesia de Aldoar | População da freguesia de Aldoar | População da freguesia de Aldoar | População da freguesia de Aldoar | População da freguesia de Aldoar | População da freguesia de Aldoar | População da freguesia de Aldoar | População da freguesia de Aldoar | População da freguesia de Aldoar | População da freguesia de Aldoar | População da freguesia de Aldoar | População da freguesia de Aldoar | População da freguesia de Aldoar |
| -------------------------------- | -------------------------------- | -------------------------------- | -------------------------------- | -------------------------------- | -------------------------------- | -------------------------------- | -------------------------------- | -------------------------------- | -------------------------------- | -------------------------------- | -------------------------------- | -------------------------------- | -------------------------------- | -------------------------------- |
| 1864                             | 1878                             | 1890                             | 1900                             | 1911                             | 1920                             | 1930                             | 1940                             | 1950                             | 1960                             | 1970                             | 1981                             | 1991                             | 2001                             | 2011                             |
| 553                              | 720                              | 869                              | 1 056                            | 1 358                            | 1 306                            | 1 874                            | 1 749                            | 2 835                            | 6 050                            | 11 625                           | 12 708                           | 15 079                           | 13 957                           | 12 843                           |

| Distribuição da População por Grupos Etários | Distribuição da População por Grupos Etários | Distribuição da População por Grupos Etários | Distribuição da População por Grupos Etários | Distribuição da População por Grupos Etários | Distribuição da População por Grupos Etários | Distribuição da População por Grupos Etários | Distribuição da População por Grupos Etários | Distribuição da População por Grupos Etários | Distribuição da População por Grupos Etários |
| -------------------------------------------- | -------------------------------------------- | -------------------------------------------- | -------------------------------------------- | -------------------------------------------- | -------------------------------------------- | -------------------------------------------- | -------------------------------------------- | -------------------------------------------- | -------------------------------------------- |
| Ano                                          | 0-14 Anos                                    | 15-24 Anos                                   | 25-64 Anos                                   | > 65 Anos                                    |                                              | 0-14 Anos                                    | 15-24 Anos                                   | 25-64 Anos                                   | > 65 Anos                                    |
| 2001                                         | 2 170                                        | 2 035                                        | 7 580                                        | 2 172                                        |                                              | 15,5%                                        | 14,6%                                        | 54,3%                                        | 15,6%                                        |
| 2011                                         | 1 795                                        | 1 495                                        | 7 059                                        | 2 494                                        |                                              | 14,0%                                        | 11,6%                                        | 55,0%                                        | 19,4%                                        |

Pertencia ao concelho de Bouças nos censos de 1864 e 1890. Os atuais limites de Aldoar foram fixados pelo decreto nº 40.526, de 8 de fevereiro de 1956.

## Arruamentos
A antiga freguesia de Aldoar contém 104 arruamentos. São eles:
| - Alameda do Prof. Ruy Luís Gomes - Avenida da Boavista¹ ² ³ 4 - Avenida do Dr. Antunes Guimarães4 - Avenida do Parque - Bairro da Fonte da Moura - Bairro de Casas Económicas de António Aroso - Bairro de Manuel Carlos Agrelos - Beco de Carreiras - Estrada da Circunvalação³ 4 5 - Largo de Nevogilde³ - Largo de Tomé Pires² - Largo de Três de Fevereiro - Praça da Pedra Verde - Praça da Revista O Tripeiro - Praça de D. Afonso V² 6 - Praceta da Cidade da Praia - Praceta de Augusto Gomes - Praceta de Eduardo Soares - Praceta de Luís António Verney - Praceta de Ribeiro Sanches - Praceta do Prof. Egas Moniz - Praceta Ernesto Veiga de Oliveira - Rua Adriano Correia de Oliveira - Rua Aristides de Sousa Mendes - Rua da Cidade da Beira - Rua da Cidade das Neves | - Rua da Cidade de Luanda - Rua da Cidade do Mindelo - Rua da Fonte da Moura - Rua da Guiné - Rua da Preciosa4 - Rua da Vilarinha - Rua de Álvaro Ferreira Alves - Rua de Álvaro Rodrigues - Rua de Angola - Rua de António Aroso - Rua de António Galvão² 6 - Rua de Arménio Losa - Rua de Baltazar Falcão - Rua de Bitarães - Rua de Bulhão Pato³ - Rua de Candemil - Rua de D. Cristóvão da Gama - Rua de D. Domingos Pinhão Brandão - Rua de D. Francisco de Almeida² - Rua de Damão - Rua de Dordio Gomes - Rua de Duarte de Almeida - Rua de Fernando Lopes Graça - Rua de Fez² ³ - Rua de Francisco Oliveira Ferreira - Rua de Gestaçô | - Rua de Gonçalo Nunes de Faria - Rua de Gonçalo Pires Bandeira - Rua de Januário Godinho - Rua de Joaquim Lopes - Rua de José Fontana - Rua de Júlio Dantas³ - Rua de Macau - Rua de Manuel Marques - Rua de Martim de Freitas - Rua de Martim Moniz4 - Rua de Meinedo - Rua de Meixomil - Rua de Mestre Afonso Domingues³ - Rua de Miguel Torga - Rua de Moçambique - Rua de Nossa Senhora da Silva - Rua de Paço de Sousa - Rua de Pedro Homem de Mello - Rua de Pelágio - Rua de Pinho Leal - Rua de Rafael Bordalo Pinheiro - Rua de Robert Auzelle - Rua de Roriz - Rua de S. Bernardo4 - Rua de Sagres² - Rua de Salazares4 | - Rua de Sande - Rua de Santa Joana Princesa² - Rua de Soeiro Mendes - Rua de Soeiro Pereira Gomes - Rua de Teixeira de Vasconcelos - Rua de Tomás Soller - Rua de Veloso Salgado - Rua de Vermoim - Rua de Vila Nova - Rua do Alcaide de Faria - Rua do Crasto³ - Rua do Dr. António Cupertino de Miranda - Rua do Dr. Correia Pinto - Rua do Infante Santo³ - Rua do Jornal de Notícias - Rua do Lidador4 - Rua do Prof. Luís de Pina - Rua do Prof. Melo Adrião - Rua do Revilão - Rua dos Heróis de Mucaba - Rua Gustavo de Sousa - Rua José Gomes Ferreira - Travessa da Costibela - Travessa da Fonte da Moura - Travessa de Nevogilde³ - Travessa de Passos |

1Partilhada com as freguesias da Cedofeita e Massarelos.
²Partilhada com a freguesia de Lordelo do Ouro.
³Partilhada com a freguesia de Nevogilde.
4Partilhada com a freguesia de Ramalde.
5Partilhada com as freguesias da Campanhã e Paranhos.
6Partilhada com a freguesia da Foz do Douro.